# Bộ binh cơ giới

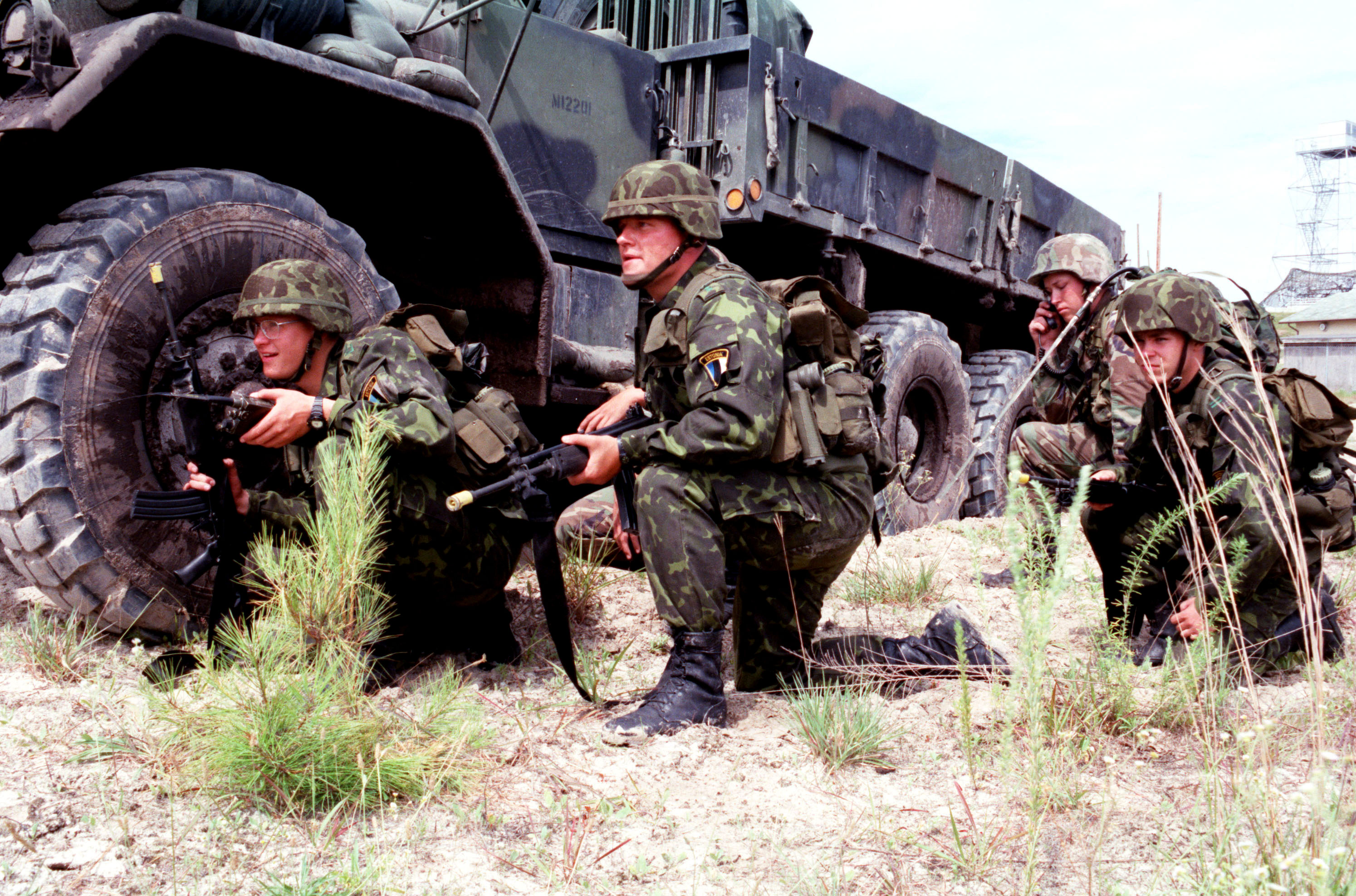
Bộ binh cơ giới của Estonia (1998)

Bộ binh cơ giới là lực lượng bộ binh được vận chuyển bằng xe tải hoặc các phương tiện cơ giới khác. Nó được phân biệt với bộ binh cơ giới hóa, được vận chuyển trong các xe bọc thép chở quân hoặc xe chiến đấu bộ binh.
Hiện nay, ở một số quốc gia, thuật ngữ này cũng được sử dụng để chỉ bộ binh hạng nhẹ (tiếng Anh là light Infantry )

## Thuật ngữ
Theo định nghĩa của Quân đội Hoa Kỳ, cơ giới là "việc sử dụng các phương tiện có bánh không bọc thép để vận chuyển các đơn vị chiến đấu". Bộ binh cơ giới là giai đoạn đầu tiên tiến tới cơ giới hóa quân đội. Xe tải dân dụng thường dễ dàng thích ứng với các mục đích sử dụng quân sự để vận chuyển binh lính, kéo pháo và chở thiết bị và vật tư. Cơ giới làm tăng đáng kể khả năng cơ động chiến lược của các đơn vị bộ binh, những đơn vị này sẽ phụ thuộc vào các cuộc hành quân đường bộ hoặc đường sắt. Trên thực tế, quân đội nhận thấy rất thuận lợi khi phát triển xe tải theo các thông số kỹ thuật quân sự, chẳng hạn như hệ dẫn động bốn bánh, để có phương tiện hoạt động đáng tin cậy trong các điều kiện thời tiết và địa hình khắc nghiệt.

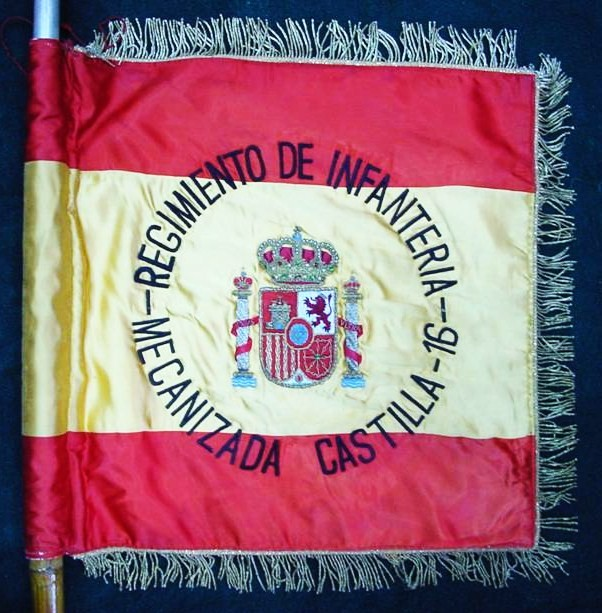
Biểu ngữ chiến đấu của trung đoàn bộ binh cơ giới 16 "Castilla"

Trong một số nguồn tài liệu muộn về thời kỳ tồn tại của Liên Xô, có một định nghĩa về bộ binh cơ giới và bộ binh cơ giới hóa giống hệt với định nghĩa hiện đại về quân đội súng trường cơ giới, theo thuật ngữ được chấp nhận trong phần còn lại của thế giới, ngoại trừ Nga, là không đúng. Ở giai đoạn lịch sử này, tương tự của quân đội súng trường cơ giới ở các bang khác được gọi là bộ binh cơ giới.
Ở các quốc gia thuộc Liên Xô cũ, ngoại trừ Nga, thuật ngữ cơ giới hóa được sử dụng để chỉ các đơn vị và đội hình quân sự bộ binh. Ví dụ, lữ đoàn cơ giới hóa riêng biệt số 24 là một phần của Lực lượng vũ trang Ukraine hoặc lữ đoàn cơ giới hóa riêng biệt số 7 là một phần của Lực lượng vũ trang Kazakhstan .
Về đội hình bộ binh hiện đại của các quốc gia khác, thuật ngữ bộ binh cơ giới và bộ binh cơ giới ( cơ giới tuyến tính ) chỉ được tìm thấy trong tiếng Nga.
Để tham khảo đơn vị bộ binh như là một phần của các lực lượng vũ trang của từ ngữ dưới đây được sử dụng: một tiểu đoàn bộ binh cơ giới ( Anh. mechanised infantry battalion ), một trung đoàn bộ binh cơ giới ( Anh. mechanised infantry regiment ), một lữ đoàn của cơ giới bộ binh ( Anh.mechanised infantry brigade ). Trong các nguồn phân tích nước ngoài liên quan mô tả về thành phần Lực lượng Mặt đất của Nga và một số quốc gia SNG , định nghĩa Cơ giới hóa được sử dụng như một thuật ngữ chung cho bộ binh. Và để mô tả các đơn vị và sự hình thành, là thuật ngữ súng trường cơ giới( Anh. motor rifle ).
Trong Lực lượng vũ trang Liên Xô trong thời kỳ trước chiến tranh và trong Chiến tranh Vệ quốc vĩ đại, có các đội hình súng trường cơ giới và các đơn vị quân đội được trang bị phương tiện cơ giới, hoàn toàn tương ứng với khái niệm bộ binh cơ giới .
Sự khác biệt cơ bản giữa bộ binh cơ giới và bộ binh cơ giới hóa là loại sau này có các phương tiện chiến đấu bọc thép với vũ khí cho phép chúng chiến đấu với kẻ thù.
Hiện nay, các đội hình bộ binh, di chuyển trên ô tô, thường được gọi là bộ binh hạng nhẹ ( tiếng Anh là Light Infant ).

## Lịch sử
Chiến tranh thế giới thứ nhất là cuộc chiến tranh lớn đầu tiên chứng kiến việc sử dụng các phương tiện chạy bằng khí đốt để vận chuyển vật tư, binh lính và chiến đấu chống lại kẻ thù. Những chiếc xe không bọc thép và xe bọc thép đã được điều động để tấn công các vị trí và xe lửa của đối phương, và được sử dụng để tuần tra mặt trận. Tuy nhiên, điều này ở quy mô nhỏ và phần lớn việc di chuyển là đi bộ và hậu cần bằng xe lửa và hậu cần xe ngựa.
Chiến dịch Pancho Villa Expedition là một sự kiện đáng chú ý của xe bọc thép Hoa Kỳ dưới sự chỉ huy của General Pershing. Ở đó, một trung úy George S. Patton đã mở đầu chiến tranh cơ giới khi ông dẫn đầu một nhóm nhỏ người chống lại lực lượng của Villa tại San Miguelito Ranch.
Sau chiến tranh, các quân đội lớn trên thế giới nhận thấy lợi ích to lớn mà các phương tiện cơ giới có được đối với việc bảo đảm hậu cần và hiệu quả chiến đấu của các đơn vị bộ binh của họ.

Trong những năm 1920, người Anh đã tạo ra Lực lượng Cơ giới Thử nghiệm giữa các cuộc chiến tranh để kiểm tra khả năng của các đơn vị cơ giới hóa tất cả các loại vũ khí, bao gồm cả bộ binh cơ giới ("Tiểu đoàn cơ giới").

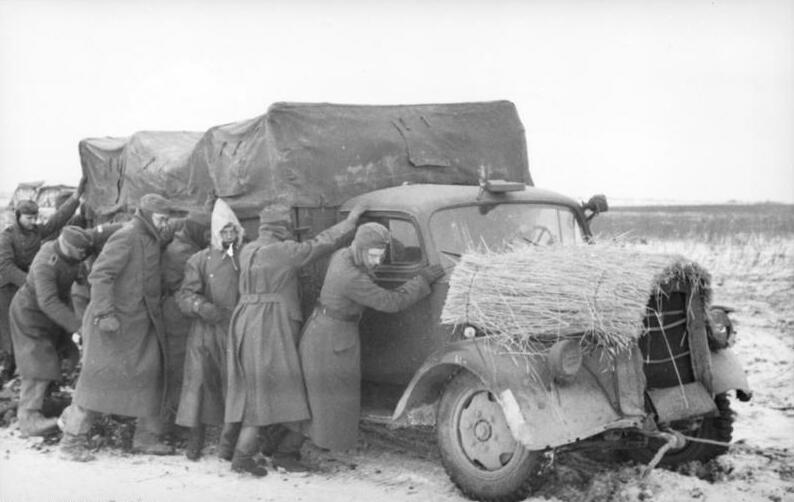
Xe tải Opel Blitz-Phương tiện cơ giới lớn nhất của Wehrmacht trong Chiến tranh thế giới thứ hai, Lãnh thổ bị chiếm đóng của Liên Xô, Tháng 10 năm 1941

Lợi thế về tốc độ của bộ binh cơ giới lần đầu tiên trở nên quan trọng trong Chiến tranh thế giới thứ hai qua Blitzkrieg của Đức. Mặc dù nó không mạnh mẽ hơn bộ binh thông thường di chuyển bằng đi bộ, nhưng tốc độ gia tăng của nó đã trở thành yếu tố quyết định trong chiến lược Blitzkrieg, vì nó có thể bám theo các lực lượng thiết giáp và bảo vệ hai bên sườn của mình.
Bất chấp những lợi thế rõ ràng của việc cơ giới hóa, hầu hết các quốc gia chỉ chọn cơ giới hóa một phần bộ binh của họ vì chi phí và tác động hậu cần do việc triển khai quá nhiều phương tiện. Ngay cả những đội quân lớn cũng bị ảnh hưởng bởi những yếu tố như vậy. Việc cơ giới hóa Quân đội đòi hỏi sự công nghiệp hóa lớn của các nền kinh tế để đáp ứng chi phí lớn cho sản xuất phương tiện, phụ tùng thay thế và nhiên liệu.

Phần lớn bộ binh Đức và Liên Xô vẫn đi bộ. Ngoài một số đơn vị của Wehrmacht, ví dụ như sư đoàn thiết giáp, được cơ giới hóa cao, phần lớn quân đội vẫn đang sử dụng ngựa do nguồn cung cấp dầu không nhất quán.

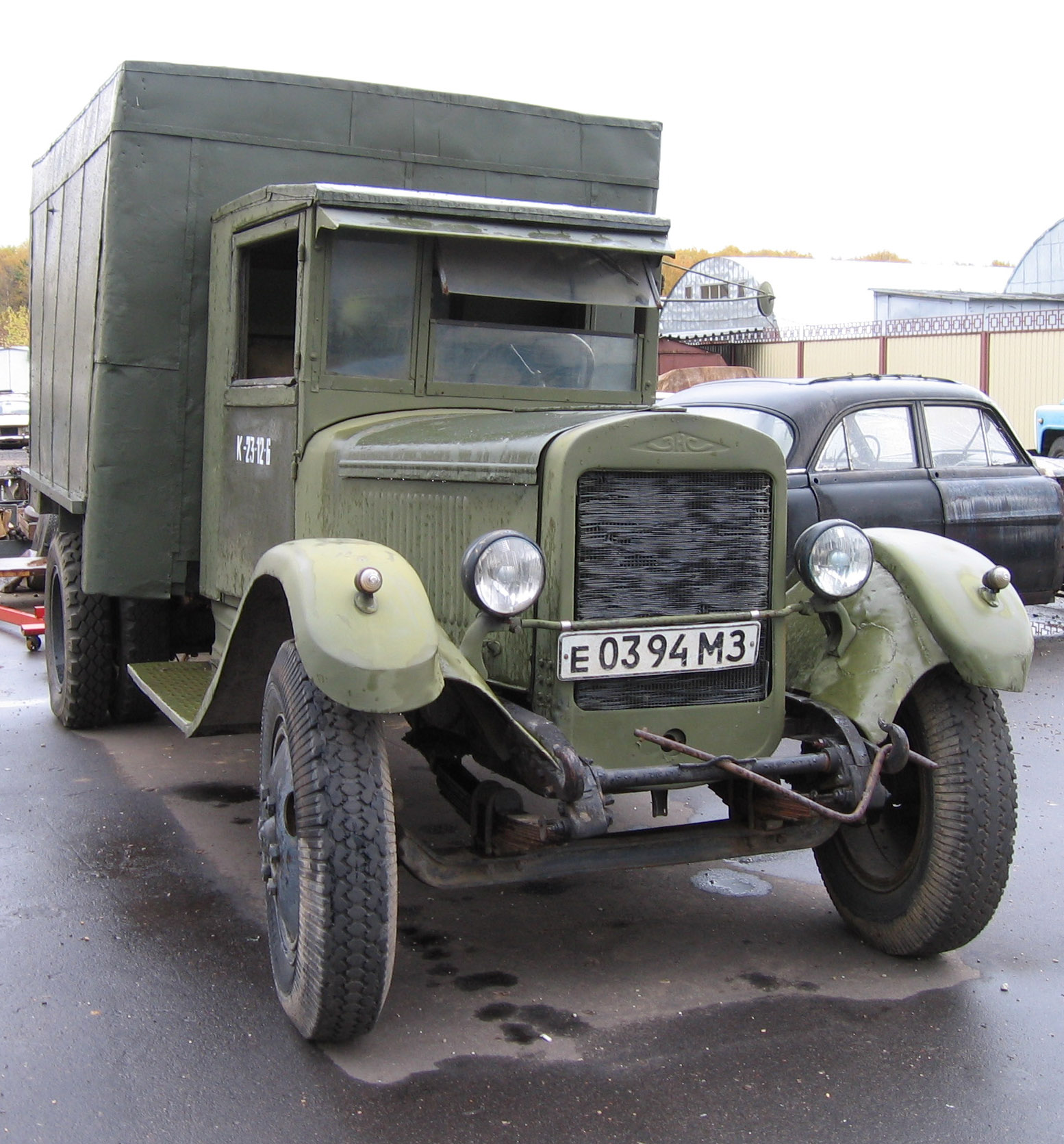
Xe tải ZIS-5- phương tiện cơ giới chính trong các đơn vị súng trường cơ giới của Hồng quân

Các sư đoàn bộ binh Hoa Kỳ đã có thể cơ giới hóa một phần lớn bộ binh do có cơ sở công nghiệp của họ. Tương tự như vậy, các sư đoàn bộ binh của Đế quốc Anh có thể cơ giới hóa các đơn vị cấp dưới được chọn, nhưng bộ binh thường tiến lên bằng bộ.
Cuối cùng sau Thế chiến 2, hầu hết các quân đội đã cơ giới hóa hoàn toàn hoặc một phần bộ binh của họ. Những cải tiến kỹ thuật trong suốt thế kỷ 20 cho phép các phương tiện ngày càng lớn hơn được triển khai.
Trong Nga và Liên Xô cũ, thuật ngữ motostrelki ( мотострелки trong Cyrillic ) được dùng để chỉ bộ binh cơ giới. Cách sử dụng đó, trong Chiến tranh Triều Tiên , đã phổ biến ở tất cả các nước thuộc Hiệp ước Warsaw. Các sư đoàn "súng trường cơ giới" này hầu hết được cơ giới hóa nhưng có nòng cốt là bộ binh cơ giới. Trên thực tế, điều này có nghĩa là bộ binh của các sư đoàn "Xe tăng" của Liên Xô và Nga sử dụng xe BMP có bánh xích hoàn toàn, trong khi bộ binh của các sư đoàn "Súng trường cơ giới" được trang bị xe BTR bánh lốp.

## Ngày nay

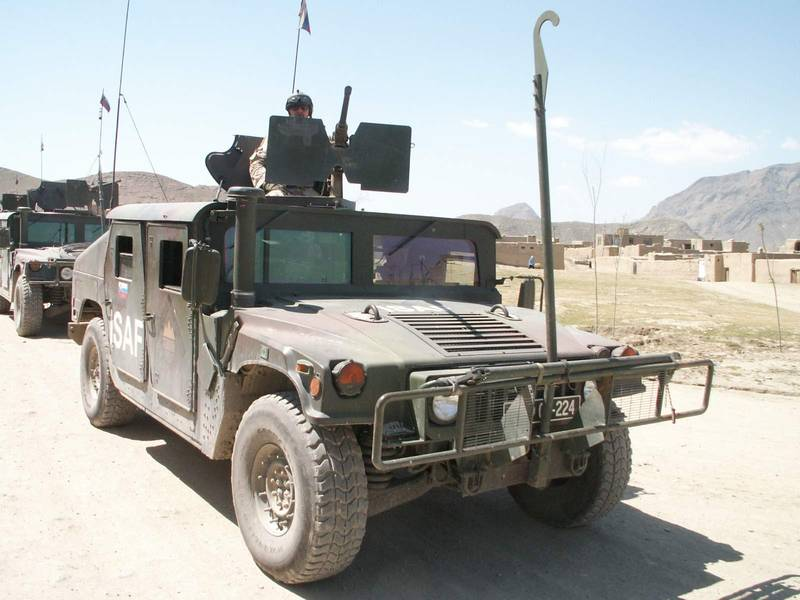
HMMWV M1114 của Bộ binh hạng nhẹ Slovenia ở Afghanistan năm 2012

Sau Chiến tranh Việt Nam, quân đội Hoa Kỳ nhận thấy sự cần thiết của phương tiện di chuyển dựa trên đội hình nhẹ. Dự án này đã trở thành Humvee được sử dụng rộng rãi bởi Lục quân và Thủy quân lục chiến trong Chiến tranh vùng Vịnh, Chiến tranh ban đầu ở Afghanistan và Chiến tranh Iraq giai đoạn đầu. Hai cuộc xung đột sau đã dẫn đến một cuộc nổi dậy quy mô lớn và chứng kiến sự gia tăng sử dụng IED . Điều này nhanh chóng trở thành nguồn thương vong lớn nhất cho các lực lượng NATO.  Kết quả là sự chuyển đổi từ các loại xe bọc thép hạng nhẹ sang các loại xe cơ giới hóa hơn hoặc các xe MRAP được bọc thép nặng hơn. Trong suốt thời gian Humvee được sử dụng ở Iraq và Afghanistan và trước khi ra mắt MRAP, nó dần được bọc thép nặng hơn với các tấm chắn tháp pháo lớn hơn, kính chống đạn và lớp mạ thêm trên cửa và các bộ phận của nó. Những chiếc MRAP ít được bọc thép hơn nhưng nhanh hơn và nhẹ hơn được phát triển theo chương trình Xe chiến thuật hạng nhẹ, hiện đang được áp dụng cho Oshkosh L-ATV và M-ATV. Nó được mô tả là "Phương tiện đầu tiên được chế tạo cho các mạng lưới chiến trường hiện đại."  Các phương tiện này đã được triển khai ở Rojava, Syria trong Chiến dịch Giải quyết vốn có.
Để vận chuyển bên ngoài chiến đấu, quân đội Hoa Kỳ trang bị nhiều loại xe tải bao gồm Xe chiến thuật hạng trung thay thế cho Thủy quân lục chiến và Dòng xe chiến thuật hạng trung cho lục quân. Vệ binh Quốc gia và các đơn vị dự bị khác cũng sử dụng kiểu xe cũ như M939 5 tấn 6x6.